# 이집션 블루
이집션 블루(Egyptian blue)는 고대 이집트에서 쓰였던 안료이다. 이집션블루는 칼슘 구리 규산 (CaCuSi4O10 or CaO·CuO·4SiO2) 또는 cuprorivaite라고도 알려진, 이집트에서 수천년간 사용했던 안료다. 최초의 인공 안료라고 평가받고 있으며, 로마들에 의해 caeruleum이라는 명칭으로 알려졌다. 로마 시대가 지난 후에, 이집션 블루는 용법과 제조 방식이 잊혀졌었다.
고대 이집트의 문자 우제트에서는 파란색, 청록색, 초록색을 나타냈다.
영어로 이집션 블루라고 처음 기록된 것은 1809년이다.

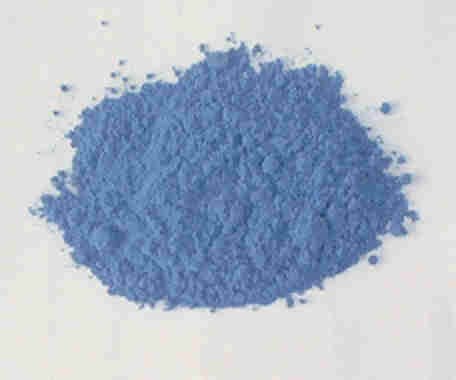
이집션 블루

## 정의
이집션 블루는 이산화 규소와 석회, 구리, 알칼리를 섞어 만든 파란색의 인공 염료이다. 색이 파랗게 나타나는 이유는 자연적인 구리 광물에서 발생하는 같은 구성 요소인 칼슘 구리 테트라규산염 CaCuSi4O10 때문이다. 이것은 이집트에서 기원전 3천년 동안 , 최초의 인공 안료이며 그리스-로마시대(기원전 332년–서기 395년)가 끝날때까지 사용되었다. 그 시기에 이집트어로 hsbd-iryt 라고 불렀으며 뜻은 인위적인 청금석이라는 뜻이다. 이집션 블루는 고대시기에 여러 용도로 사용되었는데 첫 번째로는 돌, 나무, 회반죽, 파피루스, 천 등 다양한 종류의 매체에 파란색 안료로 사용되었고, 두 번째로는 인장, 목걸이, 스카라베, 상감, 병, 조각상 등등 여러 가지 물건의 제작에 사용되었다. 때때 고대 이집트학 문헌에서 파란색 프리트로 알려지기도 하였다.

## 같이 보기
- 프러시안 블루
- 색 목록